# Xã Petersburg, Quận Jackson, Minnesota
Xã Petersburg (tiếng Anh: Petersburg Township) là một xã thuộc quận Jackson, tiểu bang Minnesota, Hoa Kỳ. Năm 2010, dân số của xã này là 232 người.